# Coxilitepec
Coxilitepec är en ort i Mexiko.   Den ligger i kommunen Atlixtac och delstaten Guerrero, i den sydöstra delen av landet, 220 km söder om huvudstaden Mexico City. Coxilitepec ligger 2 311 meter över havet och antalet invånare är 147.
Terrängen runt Coxilitepec är kuperad åt nordost, men åt sydväst är den bergig. Runt Coxilitepec är det ganska glesbefolkat, med 43 invånare per kvadratkilometer. Närmaste större samhälle är Copanatoyac, 15,5 km öster om Coxilitepec. I omgivningarna runt Coxilitepec växer huvudsakligen savannskog.